# Болотина, Анисья Давыдовна
Анисья Давыдовна Болотина (1865, Мстиславль, Могилевская губерния, Российская империя — 1939, Лондон, Великобритания) — русская революционерка, народница, член партии «Народная воля», художница.

## Биография
Родилась в мещанской еврейской семье во Мстиславле Могилёвской губернии. С детства проявила способности в изобразительном искусстве. Была направлена на учёбу в Московское училище живописи, ваяния и зодчества.
Во время учёбы в училище входила в кружок московского революционного деятеля, частного поверенного в общих и мировых учреждениях Москвы Александра Александровича Александрова, активного посредника в переписке между деятелями «Народной воли», получателя корреспонденции для Исполнительного комитета «Народной воли», кассира «Общества Красного Креста» «Народной воли».
В 1885 году участвовала в печатании на гектографе запрещённых брошюр «Подготовительная работа партии» («Народная Воля») и «Так что же нам делать?» Л. Толстого в тайной типографии, организованной на квартире члена кружка Н. И. Губаревой.
31 марта 1886 года была арестована после выдачи кружка С. В. Зубатовым Департаменту полиции. Содержалась в Пречистенской полицейской части, затем переведена в Пугачёвскую башню Бутырской тюрьмы. 16 июля 1887 года по Высочайшему повелению административно была выслана под гласный надзор полиции на 8 лет в Восточную Сибирь. Местом ссылки определён Колымский округ (Якутская область). 22 марта 1889 года участвовала в вооруженном сопротивлении ссыльных в Якутске (Якутская трагедия); была ранена штыком в бок. 22 марта 1889 года была заключена в Якутскую тюрьму.
7 — 13 июня 1889 года военным судом в Якутске приговорена к лишению всех прав состояния и к ссылке в каторжные работы без срока, 20 июля 1889 года при конфирмации приговор заменён на ссылку в каторжные работы на 15 лет. Каторгу отбывала в Вилюйской каторжной тюрьме, откуда отправлена 26 марта 1892 года через Якутск на Кару и заключена в Усть-Карийскую женскую тюрьму. 17 апреля 1891 года по Высочайшему указу срок каторжных работ сокращен на треть. В сентябре 1893 года была переведена в вольную команду. С декабря 1893 года находилась в вольной команде в Кадае (Забайкальская область).
22 февраля 1895 года по применении манифеста от 14 ноября 1894 года перечислена в разряд сосланных на житье в Сибирь с частичным восстановлением в правах и с правом по истечении 8-ми лет со дня вступления приговора в законную силу, 7 августа 1897 года, вернуться в Европейскую Россию, с подчинением гласному надзору на 3 года в черте еврейской оседлости, вне университетских городов.
В сентябре 1895 года причислена к мещанам Читы. По манифесту 1896 года срок обязательного пребывания в Сибири сокращён на год.  В октябре 1897 года выехала из Читы в Шклов (Могилевская губерния), где по распоряжению Департамента полиции от 18 ноября 1897 года подчинена гласному надзору.
В июне 1898 года выехала за границу. Амнистирована Высочайшим указом 21 октября 1905 года.
За границей жила в Антверпене (Королевство Бельгия), переехала в Лондон (Великобритания). Активный деятель политической эмиграции, главным образом, среди членов партии социалистов-революционеров.

## Воспоминания
- «Жизнь. (Записки)» (1885—1899) — воспоминания. РГБ ОР. Ф. 218. № 1070.10. ВД. Указ. рук. (указ. имен).

## Интересный факт
Будучи иудейского вероисповедания, на каторге по поручению начальства писала православные иконы для строящейся тюремной церкви в Акатуе.

## Брат
Нота (Натан, Игнатий) Болотин (1870, Мстиславль Могилёвская губерния Российская империя — 1942 Антверпен Королевство Бельгия) — участник российского революционного движения, народник, музыкант, музыкальный педагог.
После окончания московского Арбатского городского училища, учился в музыкальной школе Московского Филармонического общества. Арестован в Москве в начале мая 1887 года и привлечён к дознанию при Московском жандармском управлении по делу московского народовольческого кружка, в котором состояла и его сестра Анисья. По данным наружного наблюдения, перевозил и хранил у себя на квартире принадлежности тайной типографии. По Высочайшему повелению 27 июля 1888 года подвергнут одиночному тюремному заключению, которое отбыл в Петербургской одиночной тюрьме. Вышел на свободу в августе 1889 года и был подчинён негласному надзору. Выехал в Мстиславль, где давал уроки музыки. В 1892 году жил в Шклове. В августе 1892 года нелегально эмигрировал. Разыскивался российской полицией. С 1909 года жил в Антверпене (Королевство Бельгия), преподавал музыку.